# مقاطعة كنارك
مقاطعة كنارك (بالفارسية: شهرستان کنارک) هي إحدى مقاطعات محافظة سيستان وبلوشستان في إيران. كان عدد سكان المقاطعة سنة 2006 حوالي 68,605 نسمة.